# Стшеґоцин (Мазовецьке воєводство)
Стшеґоцин (пол. Strzegocin) — село в Польщі, у гміні Сьверче Пултуського повіту Мазовецького воєводства.
Населення — 358 осіб (2011).
У 1975—1998 роках село належало до Цехановського воєводства.

## Демографія
Демографічна структура станом на 31 березня 2011 року:
|          | Загалом | Допрацездатний вік | Працездатний вік | Постпрацездатний вік |
| -------- | ------- | ------------------ | ---------------- | -------------------- |
| Чоловіки | 184     | 52                 | 118              | 14                   |
| Жінки    | 174     | 41                 | 98               | 35                   |
| Разом    | 358     | 93                 | 216              | 49                   |